# Koninkrijk Pontus
Het koninkrijk Pontus of het Pontische Rijk was een hellenistisch land in Anatolië met Perzische invloeden. Het land was gelegen aan de zuidkust van de Zwarte Zee. Het land werd gesticht door Mithridates I en het bleef bestaan tot de verovering door de Romeinse Republiek in 63 v.Chr.. Vervolgens was het een vazalstaat tot keizer Nero het in 62 n.Chr. bij het Romeinse Keizerrijk inlijfde.

## Geschiedenis
De Pontus was vooral aan de kust al vroeg door de Grieken gekoloniseerd. De eerste stad die de Pontische Grieken waarschijnlijk stichtten was Sinope in de 7e eeuw v.Chr. vanuit Milete. Gedurende de 6e eeuw v.Chr. werd het met Cappadocië een satrapie van het  Perzische rijk onder Cyrus de Grote. Onder Artaxerxes II werd Cappadocië opgedeeld in twee satrapieën. Alexander de Grote maakte een einde aan de Perzische heerschappij, waarna de twee delen van Cappadocië aanvankelijk als één verdergingen. Het werd daarop wederom opgesplitst als Groot-Cappadocië of Cappadocië aan de Taurus in het zuiden en Klein-Cappadocië of Cappadocië aan de Pontus in het noorden.
Mithridates I was de zoon van Mithridates II van Kios. Zijn vader diende als satraap van Alexander de Grote in Klein-Azië. Na de dood van Alexander werd Mithridates II een vazal van de diadoch Antigonos I Monophthalmos. Antigonos liet echter Mithridates II vermoorden vanwege een vermeende alliantie met de rivaal van Antigonos: Kassander. Antigonos ondernam ook een poging om Mithridates I te liquideren, maar deze werd gewaarschuwd door Demetrios Poliorketes en kon vluchten naar Amaseia in Cappadocië. In 281 v.Chr., toen Lysimachus zonder opvolger werd gedood in de slag bij Corupedium en daarmee een machtsvacuüm achterliet in Noord-Anatolië, riep Mithridates zichzelf uit tot koning (basileus) van noordelijk Cappadocië en Paphlagonië, hetgeen later Pontus zou gaan heten. Daar wist hij in 280 v.Chr. Seleucus I Nicator te verslaan en zijn zelfstandigheid te bestendigen. 

### Een onafhankelijk koninkrijk
Onder leiding van zijn zoon Ariobarzanes werd de plaats Amastris veroverd, de eerste havenplaats die deel uitmaakte van het nieuwe rijk. Met behulp van de Galaten wist Mithridates I de Egyptische diadoch Ptolemaeus I Soter buiten zijn rijk te houden. Pas onder de regering van Mithridates II kon het koninkrijk zich staande houden tussen de andere grote rijken in de buurt. Tijdens de regering van Pharnaces I  wist het koninkrijk zich verder uit te breiden. Hij was voor het eerst in staat om de stad Sinope te veroveren voor Pontus. Zijn opvolger Mithridates IV voerde een pro-Romeinse politiek in het land en kwam zijn bondgenoten vaak te hulp. Deze lijn in de politiek werd voortgezet door Mithridates V, zo stuurde hij ook troepen om de Romeinen terzijde te staan tijdens de Derde Punische Oorlog.
Mithridates VI wist de troon van het land te verkrijgen door een broedermoord. Hij brak met de politieke lijn van zijn vader en grootvader en voerde een anti-Romeinse politiek. Onder zijn leiding werd het rijk sterk uitgebreid. Zo wist hij het Bosporuskoninkrijk, enkele Griekse koloniën op de westelijke kust van de Zwarte Zee en Armenia Inferior aan zijn rijk toe te voegen. In korte tijd groeide Mithridates uit tot een van de grootste koningen in Klein-Azië op dat moment.
Toen Mithridates na de moord op zijn zwager ook het Koninkrijk Cappadocië kreeg ontvlamde de oorlog met zijn buurland Bithynië, een vazalstaat van Rome; de Eerste Mithridatische Oorlog was een feit. Mithridates wist met weinig moeite Bithynië te verslaan en veroverde in korte tijd de rest van Klein-Azië. In Efeze gaf Mithridates het bevel tot het uitmoorden van de gehele Romeinse bevolking in Klein-Azië. Gesteund door de Griekse bevolking in Klein-Azië stak hij de Egeïsche Zee over naar Griekenland en wist onder andere Athene te veroveren. Inmiddels was dictator Lucius Cornelius Sulla in beweging gekomen om het gevaar af te weren. In een paar slagen tegen de Pontische generaal Archelaüs wist Sulla te zegevieren en vrede af te dwingen.
In 82 v.Chr. kwam het tot een kort treffen tussen beide landen, maar Sulla wist al snel de vrede te tekenen. Mithridates VI was nog steeds vastbesloten om Rome te vernietigen. De Pontische koning vormde voor het eerst sinds Hannibal Barkas een directe bedreiging voor Rome. Gesteund door zijn bondgenoten Quintus Sertorius en koning Tigranes II van Armenië onderneemt Mithridates in 73 v.Chr. een nieuwe poging om de Romeinen uit Klein-Azië te verdrijven. Aanvankelijk boekt hij succes, maar zodra de Romeinse generaal Lucius Licinius Lucullus ten tonele verschijnt moet Mithridates het onderspit delven. Pas tijdens de wisseling van het opperbevel tussen Lucullus en Pompeius Magnus weet Mithridates weer succes te boeken. Zijn succes is van korte duur en Pompeius weet Mithridates definitief te verslaan. Als Mithridates' zoon Pharnaces II hem weigert te helpen, stort Mithridates zich op zijn eigen zwaard.

### Een Romeinse vazalstaat
Pharnaces II had tijdens de Derde Mithridatische Oorlog de zijde gekozen van Pompeius en bleef daarom aan als koning van het Bosporuskoninkrijk en de overgebleven Pontische gebieden. Tijdens de burgeroorlog tussen Pompeius en Gaius Julius Caesar kiest hij ook partij voor Pompeius en wordt hij tijdens de Slag bij Zela door Caesar verslagen. Marcus Antonius herstelde later het koningschap voor een gunsteling van hem en het vazalkoninkrijk bleef bestaan tot 64 na Christus toen koning Polemon II moest abdiceren voor keizer Nero.

## Lijst van koningen van Pontus
Onderstaande tabel verschaft een overzicht van de koningen die over Pontus hebben geregeerd, inclusief de Romeinse vazalkoningen.
| Periode           | Naam            | Opmerking                                                                                        |
| ----------------- | --------------- | ------------------------------------------------------------------------------------------------ |
| 281 v.Chr. - 266  | Mithridates I   | Stichter van het koninkrijk.                                                                     |
| 266 - ca. 250     | Ariobarzanes    | Zoon van voorgaande.                                                                             |
| ca. 250 - ca. 220 | Mithridates II  | Zoon van voorgaande.                                                                             |
| ca. 220 - ca. 185 | Mithridates III | Zoon van voorgaande.                                                                             |
| ca. 185 - ca. 155 | Pharnaces I     | Zoon van voorgaande.                                                                             |
| ca. 155 - ca. 150 | Mithridates IV  | Broer van voorgaande.                                                                            |
| ca. 150 - ca. 120 | Mithridates V   | Neef van voorgaande en zoon van Pharnaces I                                                      |
| ca. 120 - 63      | Mithridates VI  | Zoon van voorgaande.                                                                             |
| 63 - 47           | Pharnaces II    | Zoon voorgaande, koning van Bosporus en vazal van Pompeius Magnus.                               |
| 39 - 37           | Darius          | Zoon van voorgaande en vazalkoning van het Romeinse Rijk.                                        |
| 37                | Arsaces         | Broer van voorgaande en zoon van Pharnaces II, vazalkoning van het Romeinse Rijk                 |
| 37 - 8 v.Chr.     | Polemon I       | Benoemd door Marcus Antonius als vazalkoning van Pontus.                                         |
| 8 v.Chr - 38      | Pythodoris      | Weduwe van voorgaande, kleindochter van Marcus Antonius, en vazalkoningin van het Romeinse Rijk. |
| 38 - 64           | Polemon II      | Zoon van Polemon I en Pythodorida, laatste vazalkoning                                           |